# 周王庙站 (杭海城际)
周王庙站是杭海城际铁路的一个车站，位于中华人民共和国浙江省嘉兴市海宁市周王庙镇长周路和桑梓路交叉口西侧，于2021年6月28日正式启用。

## 车站结构

### 车站楼层
周王庙站为高架三层侧式越行车站，站厅位于二层，站台位于三层。
| 3层  | 侧式站台 | 侧式站台                                 | 侧式站台 | 侧式站台 |
|      |          | █ 杭海城际 往临平南高铁站方向（长安东）  |          |          |
|      |          | █ 杭海城际 临平南高铁站方向越行线        |          |          |
|      |          | █ 杭海城际 浙大国际校区方向越行线        |          |          |
|      |          | █ 杭海城际 往浙大国际校区方向（盐官）    |          |          |
|      | 侧式站台 |                                          |          |          |
| 2层  | 站厅     | 售票机、客服中心、商店、警务室、安检设施 |          |          |
| 地面 | 出入口   |                                          |          |          |

### 出入口
本站有A、B两个出入口，非付费区互不相连。A出入口位于车站东北侧，B出入口位于车站西北侧。
卫生间和垂直电梯均位于A口。